# Rio Mbashe
Rio Mbashe é um rio da África do Sul.